# Omri Afek
Omri Afek (heb. עמרי אפק, ur. 31 marca 1979 w Kirjat Ono) – izraelski piłkarz grający na pozycji prawego obrońcy lub pomocnika.

## Kariera klubowa
Afek rozpoczynał piłkarską karierę w klubie Hapoel Kirjat Ono, wywodzącym się z jego rodzinnego miasta. W Hapoelu grał w drużynie młodzieżowej, a w 1998 roku przeszedł do Hapoelu Tel Awiw. Początkowo nie grał jednak w pierwszej drużynie i na sezon 1998/1999 został wypożyczony do Maccabi Jafa, w którym zadebiutował w pierwszej lidze, ale na koniec sezonu zespół ten został zdegradowany. Latem 1999 Afek wrócił do Hapoelu i zaczął w nim grać w wyjściowej jedenastce. W 2000 roku został mistrzem kraju a także zdobywcą Pucharu Izraela. W sezonie 2000/2001 wywalczył wicemistrzostwo kraju, a w sezonie 2001/2002 dobrą formą przyczynił się do awansu Hapoelu do ćwierćfinału Pucharu UEFA – Hapoel wyeliminował po drodze takie kluby jak Chelsea F.C., Lokomotiw Moskwa, AC Parma, a w pierwszym ćwierćfinałowym meczu pokonał 1:0 A.C. Milan. W tym samym sezonie Hapoel z Afekiem w składzie został znów wicemistrzem kraju, a rok później zajął 3. miejsce w lidze.
Latem 2003 Afek przeszedł do hiszpańskiego Racingu Santander, w którym spotkał dwóch rodaków, Dudu Aouate oraz Josiego Benajuna. W Primera División zadebiutował 25 października w przegranym 1:3 wyjazdowym meczu z Realem Madryt. W Racingu był jednak rezerwowym i wystąpił w 25 meczach, zdobywając 2 gole. Na sezon 2004/2005 został wypożyczony do drugoligowej Salamanki.
Latem 2005 Afek wrócił do kraju i został zawodnikiem Beitaru Jerozolima. Gdy w Beitarze menedżerem był Luis Fernández Afek grał mniej z powodu kłótni ze szkoleniowcem, a do składu wrócił dopiero za czasów trenera Osvaldo Ardilesa. W sezonie 2006/2007 Omri był jednym z filarów obrony Beitaru, a klub wywalczył mistrzostwo Izraela. Latem 2007 przeszedł do Maccabi Hajfa. Z kolei w 2009 roku został piłkarzem Bene Jehuda Tel Awiw.
| Sezon   | Klub                 | Kraj      | Rozgrywki        | Mecze | Bramki |
| ------- | -------------------- | --------- | ---------------- | ----- | ------ |
| 1997/98 | Hapoel Tel Awiw      | Izrael    | Ligat ha’Al      | 0     | 0      |
| 1998/99 | Maccabi Jafa         | Izrael    | Ligat ha’Al      | 20    | 3      |
| 1999/00 | Hapoel Tel Awiw      | Izrael    | Ligat ha’Al      | 23    | 3      |
| 2000/01 | Hapoel Tel Awiw      | Izrael    | Ligat ha’Al      | 27    | 3      |
| 2001/02 | Hapoel Tel Awiw      | Izrael    | Ligat ha’Al      | 12    | 1      |
| 2002/03 | Hapoel Tel Awiw      | Izrael    | Ligat ha’Al      | 22    | 7      |
| 2003/04 | Racing Santander     | Hiszpania | Primera División | 25    | 2      |
| 2004/05 | UD Salamanca         | Hiszpania | Segunda División | 23    | 0      |
| 2005/06 | Beitar Jerozolima    | Izrael    | Ligat ha’Al      | 13    | 2      |
| 2006/07 | Beitar Jerozolima    | Izrael    | Ligat ha’Al      | 14    | 3      |
| 2007/08 | Maccabi Hajfa        | Izrael    | Ligat ha’Al      | 21    | 3      |
| 2008/09 | Maccabi Hajfa        | Izrael    | Ligat ha’Al      | 14    | 0      |
| 2009/10 | Bene Jehuda Tel Awiw | Izrael    | Ligat ha’Al      | 25    | 1      |
| 2010/11 | Bene Jehuda Tel Awiw | Izrael    | Ligat ha’Al      |       |        |

## Kariera reprezentacyjna
W reprezentacji Izraela Afek zadebiutował 21 sierpnia 2002 w wygranym 4:2 towarzyskim meczu z Litwą. Z reprezentacją występował w nieudanych kwalifikacjach do Euro 2004 oraz MŚ 2006 i Euro 2008.